# Mlimani (Morogoro)
Mlimani è una circoscrizione urbana (urban ward) della Tanzania situata nel distretto urbano di Morogoro, regione di Morogoro. Conta una popolazione di 4 893 abitanti (censimento 2012).